# Nicholiella bumeliae
Nicholiella bumeliae är en insektsart som beskrevs av Ferris 1941. Nicholiella bumeliae ingår i släktet Nicholiella och familjen pansarsköldlöss. Inga underarter finns listade i Catalogue of Life.